# Klaus Lehnertz
Klaus Lehnertz, född 13 april 1938 i Solingen i Nordrhein-Westfalen, är en tysk före detta friidrottare.
Lehnertz blev olympisk bronsmedaljör i stavhopp vid sommarspelen 1964 i Tokyo.